# Chiesa di San Martino (Borgo Lares)
La chiesa di San Martino è la parrocchiale a Zuclo, frazione di Borgo Lares in Trentino. Fa parte della zona pastorale delle Giudicarie dell'arcidiocesi di Trento e risale all'XI secolo.

## Storia

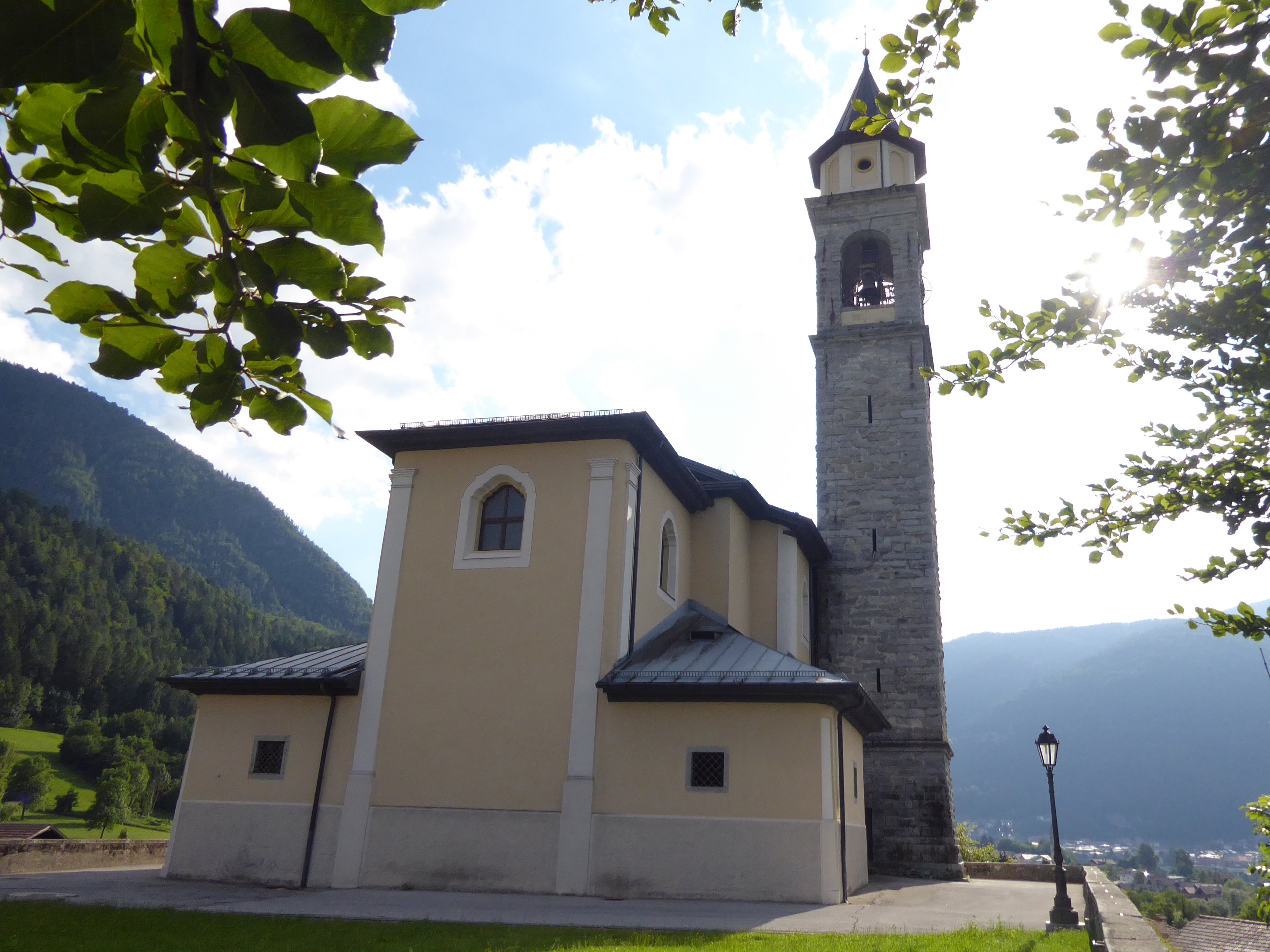
parte absidale della chiesa di San Martino.

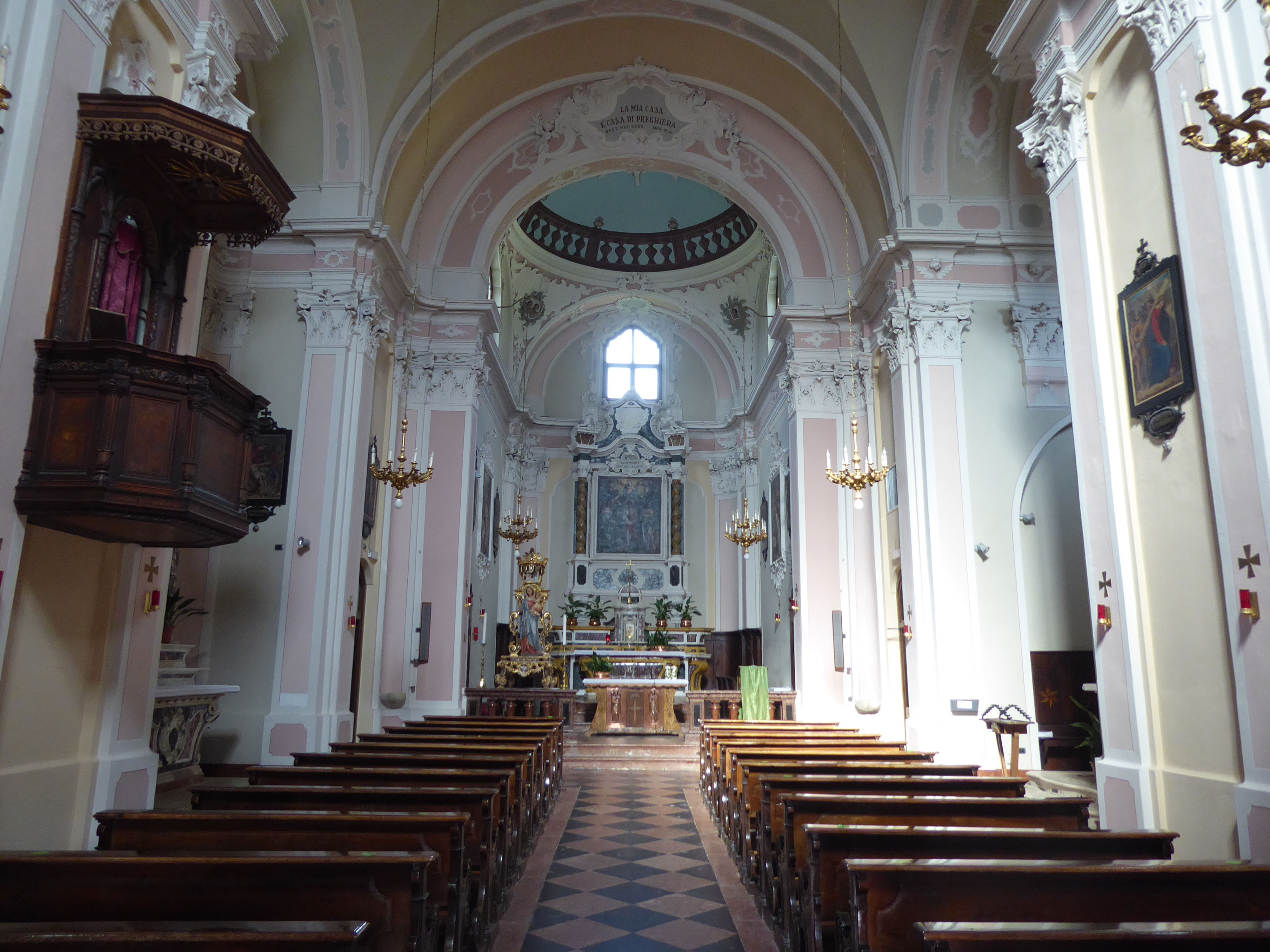
Interno.

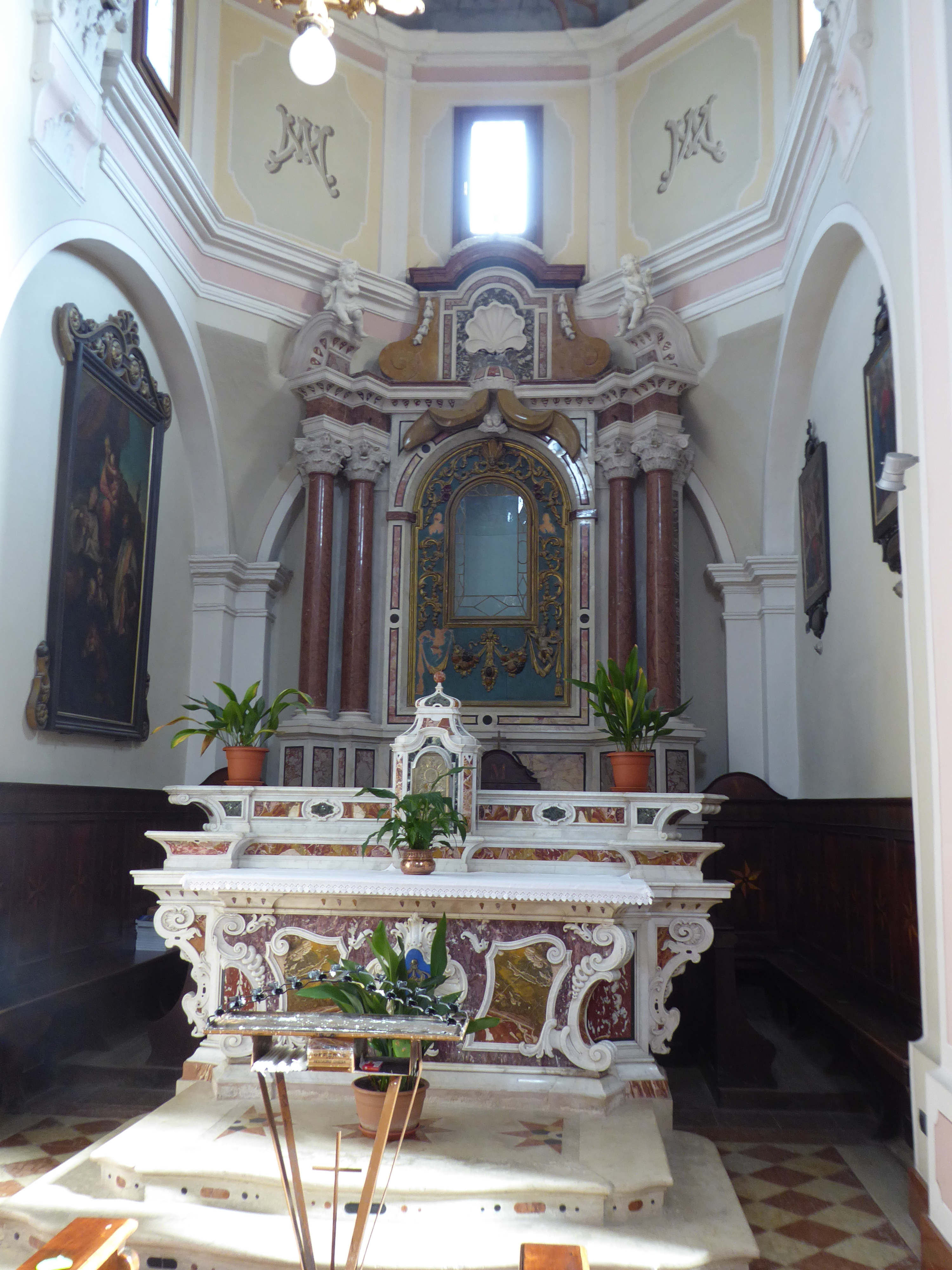
Altare nella cappella laterale a destra, antica parte presbiteriale della chiesa seicentesca.

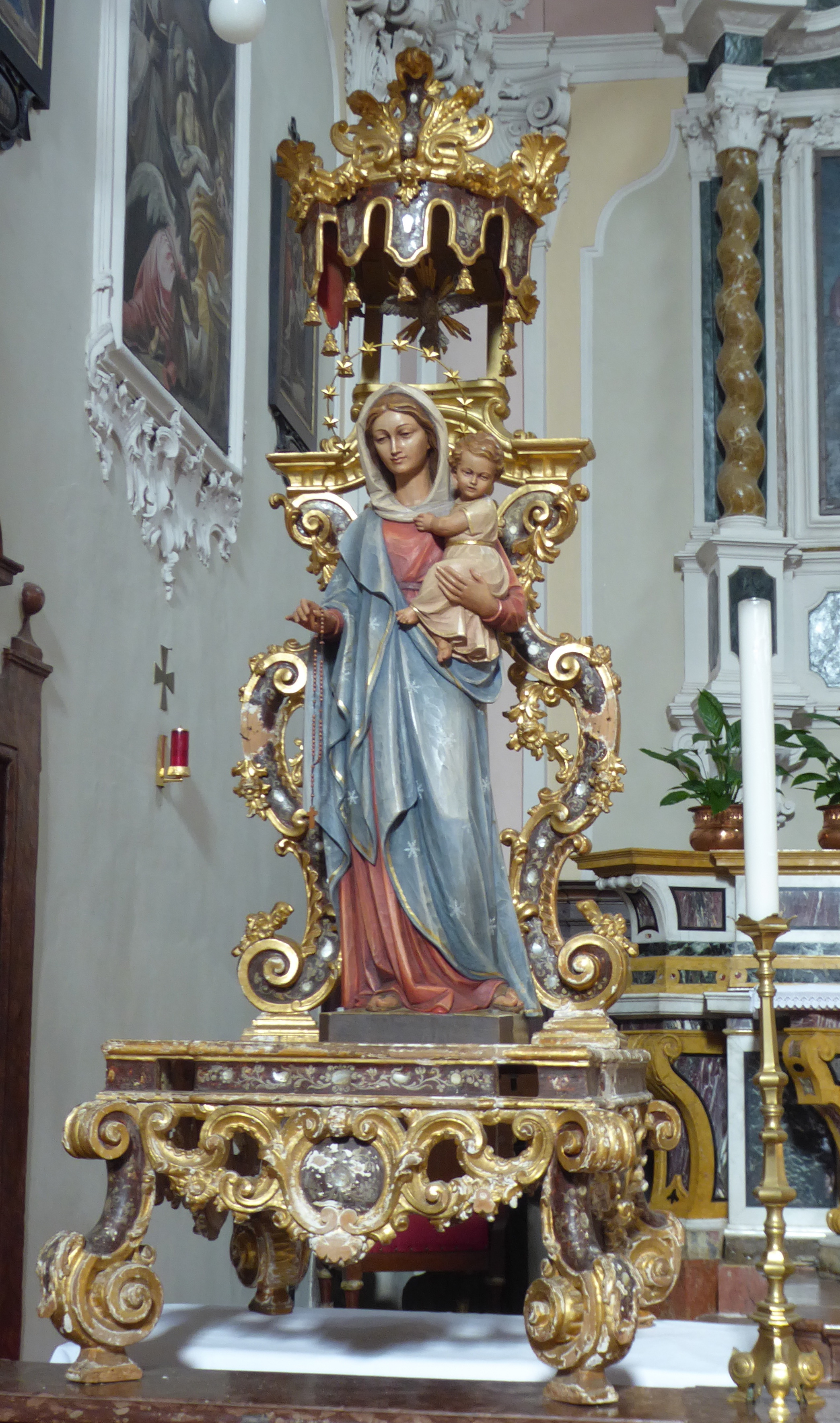
Statua che raffigura la Madonna con Bambino.

Il primo luogo di culto a Zuclo risale all'XI secolo e in epoca medievale vi si tenevano i periodici incontri con i canonici che venivano dalla città di Verona, quando la giurisdizione ecclesiastica ricadeva sotto il controllo capitolare del duomo veronese. Sempre nella chiesa venne redatto lo Statuto del monte Gavardina dalla vicinia locale.
Nel corso del XVI secolo l'antico edificio venne ricostruito ed ampliato, quindi riconsacrato nel 1576. Ottenne dignità curaziale nel 1661 e nella prima metà del secolo successivo gli interni vennero arricchiti di decorazioni pittoriche. Tra il 1768 e il 1773 l'edificio fu nuovamente interessato da importanti lavori di ampliamento che ne modificarono notevolmente l'aspetto e le dimensioni. Il progetto dell'intervento fu preparato da Pietro Bianchi che realizzò il nuovo orientamento della chiesa ruotandone l'asse principale di 90 gradi. Il cantiere che venne aperto produsse la parziale demolizione dell'esistente e l'originale abside affrescata circa un secolo prima assunse il nuovo ruolo di cappella laterale destra, con dedicazione alla Madonna. Le decorazioni della rinnovata chiesa furono affidate alla bottega di Francesco Cometti.
Dopo i restauri realizzati attorno alla metà del XIX secolo si attese la seconda metà del secolo successivo per nuovi interventi alla struttura, e intanto venne elevata a dignità parrocchiale nel 1951.

## Descrizione

### Esterni
La chiesa di San Martino di Zuclo si trova in posizione elevata sull'abitato e si raggiunge attraverso due ripide gradinate o lungo una strada che aggira l'altura e porta all'area posteriore dove si trova anche il cimitero della comunità. Delle due gradinate pedonali di accesso una è arricchita dalle stazioni della Via Crucis mentre l'altra, più semplice e panoramica, è chiamata di Pizecla. 
La facciata è tripartita verticalmente e orizzontalmente. Il portale di accesso è monumentale con un'elaborata cornice marmorea e ai suoi lati sono presenti due piccole nicchie affrescate. Il frontone superiore è a contorno curvilineo, secondo lo stile barocco. La torre campanaria si alza in posizione leggermente arretrata sulla parte sinistra della struttura e la cella campanaria si apre con quattro grandi finestre a monofora.

### Interni
La navata interna è unica ma ampliata dalle cappelle laterali. Tra queste la più importante storicamente è quella di destra, che corrisponde all'antico presbiterio prima della ricostruzione settecentesca. Il presbiterio è leggermente rialzato.